# Стоянов, Георгий (самбист)
Георгий Стоянов (род. 1980) — болгарский самбист и дзюдоист, серебряный (2003) и бронзовый (2000) призёр чемпионатов Болгарии по дзюдо, бронзовый призёр чемпионата Европы по самбо 2003 года в Албене, серебряный призёр чемпионата мира по самбо 2003 года в Санкт-Петербурге. По самбо выступал в полутяжёлой весовой категории (до 100 кг). Также участвовал в чемпионате Европы по самбо 2002 года в Кунео, где занял пятое место.

## Спортивные результаты
- Чемпионат Болгарии по дзюдо 2000 года —  (до 90 кг);
- Чемпионат Болгарии по дзюдо 2003 года —  (до 100 кг);